# Jean Baptiste Liégeard
 (juillet 2025).
Motif : Colonel d'Empire, pas de faits notables
- Archive Wikiwix
- Bing
- Cairn
- DuckDuckGo
- E. Universalis
- Gallica
- Google
- G. Books
- G. News
- G. Scholar
- Persée
- Qwant
- (zh) Baidu
- (ru) Yandex
- (wd) trouver des œuvres sur Wikidata

| 1. | Préciser le motif de la pose du bandeau. | Précisez le motif de la pose du bandeau en utilisant la syntaxe suivante : {{admissibilité à vérifier\|date=juillet 2025\|motif=remplacez ce texte par le motif}}                           |
| 2. | Informer les utilisateurs concernés.     | Pensez à avertir le créateur de l'article, par exemple, en insérant le code ci-dessous sur sa page de discussion : {{subst:avertissement admissibilité à vérifier\|Jean Baptiste Liégeard}} |

Jean-Baptiste Liégeard, né le 5 mars 1770 à Dijon et mort le 16 avril 1834 dans cette même ville, est un officier de cavalerie français de la Révolution, de l'Empire et de la Restauration.

## Biographie
Jean-Baptiste Liégeard naît le 5 mars 1770 à Dijon. Il s'engage dans l'armée à 20 ans au 8e régiment de dragons en 1790. En 1793, il est nommé sous-lieutenant au 14e régiment de chasseurs à cheval et sert lors de la guerre de Vendée ainsi que lors de la première campagne d'Italie. En 1796, il est fait capitaine, avant de devenir aide de camp du général Heudelet de Bierre en 1803. 
De 1805 à 1807, il suit la Grande Armée et est fait chevalier de la Légion d'honneur le 29 mai 1806. En 1807, il participe à la bataille d'Eylau où il est blessé à la partie supérieure de la cuisse droite. À la suite de la bataille de Wagram, il est promu chef d'escadron le 17 juillet 1809. En 1810, il est placé sur la liste des membres du collège électoral du département des Côte-d'Or. En 1812, il est nommé colonel du 11e hussards qu'il rejoint à Moscou pour remplacer le colonel de Collaert alors retraité. Il sert lors des campagnes de Russie, d'Allemagne et de France. Il est blessé d'un coup de feu devant Buntzlau le 21 août 1813. Le 26 août de la même année, il est blessé d'un coup de sabre et de lance à Winberg en Silésie. 
En 1814, lors de la Première Restauration, il est colonel des hussards d’Angoulême. Il se rallie à Napoléon l'année suivante et commande son régiment ― redevenu le 5e régiment de hussards ― lors de la campagne de Belgique. Son unité est alors composée de 417 hommes. Liégeard participe à la bataille de Ligny, à la bataille de Waterloo et au combat de Sèvres au sein du 1er corps de cavalerie. En 1816, il prend sa retraite, son régiment étant devenu le régiment des hussards du Bas-Rhin du fait de la Seconde Restauration. Selon le général Marcellin Marbot, « c'était un homme plein de cœur et de bravoure ». Il meurt le 16 avril 1834, au 50 rue Chaudronnerie à Dijon, et est inhumé au cimetière général après des obsèques à Notre-Dame.

## Noblesse
Il est fait chevalier de l'Empire en 1810, puis baron en 1813. Il est confirmé par la monarchie dans ses titres en 1821.

## Vie privée
Il s’est marié à Marguerite-Éléonore Villiers, dont il a eu deux fils. La rue qui porte son nom à Dijon est celle du père du poète Stéphen Liégeard.
Portrait : http://theminiaturespage.com/boards/msg.mv?id=525099